# 黎国如
黎国如（1955年8月—2020年5月29日），男，安徽六安人，中华人民共和国政治人物，中国人民解放军少将，中国人民解放军总政治部宣传部原副部长，中国文学艺术界联合会原副主席。

## 生平
1972年12月参加中国人民解放军，1975年11月加入中国共产党。历任中国人民解放军第二炮兵部队政治部宣传部副部长兼理论研究室主任、宣传部部长，中国人民解放军总政治部宣传部副部长，第二炮兵政治部副主任等职。2009年7月晋升少将军衔。
2010年1月16日，增补为中国文联第八届副主席。2013年6月30日卸任中国文联副主席，同时受聘为中国文联第九届荣誉委员。2016年，出任中央军委巡视组正军职巡视专员。2018年，当选第十三届全国政协委员。
2020年5月29日在解放军总医院第二医学中心逝世。